# Гаузен-ім-Візенталь
Гаузен-ім-Візенталь (нім. Hausen im Wiesental) — громада в Німеччині, знаходиться в землі Баден-Вюртемберг. Підпорядковується адміністративному округу Фрайбург. Входить до складу району Леррах.
Площа — 5,13 км2. Населення становить 2311 ос. (станом на 31 грудня 2020).